# Aragvi
L'Aragvi és un riu de Geòrgia que baixa des de les muntanyes del Caucas i desemboca al Mtkvari, a la ciutat de Mtskhétha.
El 1394, Tamerlà va entrar a Geòrgia pel Samtskhé i va pujar per l'Aragvi cap a Dariali.
La regió formava un eristhavat governat per un eristhavi, Zurab Sidamoni, eristhavi de l'Aragvi, que va assassinar el rei Simó II de Kartli, el 1630. L'eristhavat va ser abolit el 1777 pel rei.